# 郭瓘
郭灌（1474年—？），字達誠，江西吉安府廬陵縣人，民籍，明朝政治人物。

## 生平
江西鄉試第七十八名舉人。弘治十八年（1505年）中式乙丑科會試第六十六名，二甲第七十五名進士。

## 家族
曾祖郭允堅；祖父郭安頤；父郭欽，母蕭氏。具庆下。兄郭淮（学正）、郭瀚。弟郭泗。